# Attila Csihar
Attila Csihar (hongarès: Csihar Attila)  (Budapest, 29 de març de 1971) és un vocalista hongarès de black metal. D'ençà 2004 és membre de la reconeguda banda noruega Mayhem.
Amb influències de bandes com Venom, Celtic Frost, Kreator o Destruction, Csihar va fundar a 15 anys la banda Tormentor, considerada la pionera del black metal a Hongria i de la qual n'era el membre més jove. Tormentor es va separar el 1990 i Csihar va formar llavors el grup de dark ambient Plasma Pool. El 1993 va rebre la invitació del guitarrista noruec Euronymous per a gravar la veu del disc De Mysteriis Dom Sathanas, de la banda Mayhem. Al cap d'onze anys d'abandonar Mayhem, Csihar va retornar-hi per a substituir el vocalista Maniac, i en l'actualitat n'és un dels membres oficials. També ha col·laborat amb grups com Keep of Kalessin, Sunn O))), Aborym i Limbonic Art, entre d'altres. Csihar té dos fills, un nen anomenat Arion i una nena anomenada Julia.

## Biografia

### Primers anys
Csihar va néixer a Budapest, Hongria el 29 de març de 1971. Durant la seva infantesa estava fascinat per la música, i a casa passava llargues estones cantant cançons d'Iron Maiden i Black Sabbath. A 14 anys es va unir a l'equip de waterpolo local i un company li va parlar d'un amic que tocava la guitarra, de nom Tamás Buday. Fou l'any següent i amb prou feines amb 15 anys, que Csihar i Buday varen fundar la banda Tormentor, conjuntament amb el baixista György Farkas i el bateria Márton Dubecz. Altres bandes com Swans, Coil, Current 93, Einstürzende Neubauten, Laibach o Skinny Puppy, descobertes durant la seva adolescència, esdevindrien una gran influència en els seus projectes posteriors.
El 1987, i després de participar en alguns concursos musicals a Hongria amb pèssims resultats, Tormentor va publicar el seu primer enregistrament, la demo The Seventh Day of Doom. L'any següent va veure la llum el seu segon enregistrament, Anno Domini, i el 1990 la banda va anunciar la seva dissolució. Csihar va fundar llavors la banda de dark ambient Plasma Pool, conjuntament amb el teclista István Zilahy i el bateria Lázló Kuli. És en aquesta època que va començar a consumir drogues.

### Mayhem
Dos anys després de la separació de Tormentor, els seus membres varen fer algunes còpies en casset de l'àlbum Anno Domini per a regalar als seus amics. Aquestes còpies es van distribuir de tal manera que l'àlbum va esdevenir molt popular en el món del black metal underground. Una d'aquestes còpies va anar a parar a Noruega a les mans d'Øystein Aarseth (altrament conegut com a Euronymous), guitarrista de Mayhem i propietari del segell discogràfic Deathlike Silence Productions. Aarseth es va interessar per Tormentor i es va oferir a re-llançar l'àlbum. A més a més va quedar meravellat per la veu de Csihar, i va decidir escriure-li una carta explicant-li que cercava un cantant per a gravar un disc, ja que l'anterior vocalista de Mayhem, Per Yngve "Dead" Ohlin s'havia suïcidat. La música ja havia estat gravada i les lletres havien estat escrites per Dead. Attila va acceptar i es va desplaçar en tren fins a Bergen. Després d'acabar l'enregistrament de l'àlbum, anomenat De Mysteriis Dom Sathanas, Csihar va tornar a Hongria on va rebre la notícia de l'assassinat de Euronymous a mans del baixista Varg Vikernes, provocant la dissolució de Mayhem i ajornant la data de publicació del nou disc fins a maig de 1994.
El 1995 Mayhem va iniciar una nova etapa i no va comptar amb la participació de Csihar. Aquest fet i la pèrdua d'Aarseth varen provocar que Csihar incrementés el consum de drogues. Per aquest motiu va decidir allunyar-se de l'escena musical per un temps, i va aprofitar per a concentrar-se a acabar la carrera d'enginyeria i formar una família.

### Aborym
El 1998 es va reincorporar a l'escena del metall extrem, participant com a vocalista convidat en l'àlbum Kali Yuga Bizarre de la banda italiana Aborym. També va recuperar el contacte amb els membres de Mayhem amb els quals va col·laborar en un concert a Milà, cantant la cançó «From the dark past». L'any següent es va anunciar que seria el vocalista oficial de Aborym després de la sortida de l'anterior cantant, Yorga SM. L'any següent va refundar Tormentor amb una nova formació. El gener de 2001 es va publicar el primer àlbum de Aborym amb Csihar de vocalista oficial, Fire Walk With Us, i el setembre la discogràfica Avantgarde Music va llançar Recipe Ferrum!, l'últim àlbum d'estudi de Tormentor.
El 2002 Csihar va ser detingut a Treviso (Itàlia) per la possessió de 158 pastilles d'èxtasi i una petita quantitat d'haixix. L'any següent Aborym va publicar el seu tercer àlbum, With No Human Intervention. El 2005 Csihar va decidir abandonar la banda i fou substituït pel vocalista Prime Evil, tot i que va col·laborar en un dels temes del disc següent, Generator.

### Retorn a Mayhem

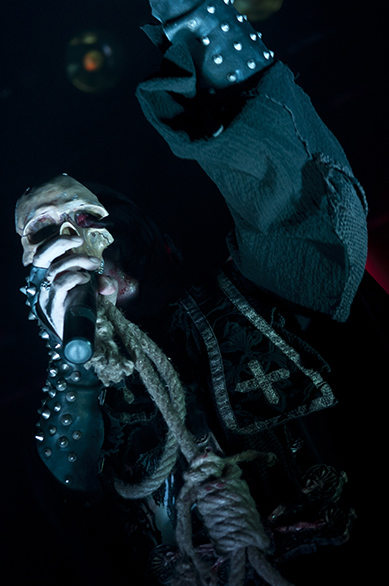
Csihar actuant amb Mayhem a Bergen (Noruega), el 2011.

Onze anys després de partir de Mayhem, Csihar es va assabentar que l'aleshores vocalista Maniac (Sven Erik Kristiansen) havia abandonat la banda, i el novembre de 2004, després de molts mesos de rumors, es va fer oficial la seva reincorporació a Mayhem. En una entrevista, Csihar va dir:
| « | Mai vaig deixar realment la banda, sempre hi he mantigut el contacte. Va ser després del disc Chimera quan varen començar els problemes amb Maniac, de manera que era una qüestió de temps que en sortís. | » |

 El 2006 Mayhem va començar l'enregistrament del seu quart àlbum d'estudi, Ordo Ad Chao, del qual Csihar va escriure la majoria de les lletres. El bateria Hellhammer va dir-ne, "La seva veu ha sofert un canvi important, no té res a veure amb la de De Mysteriis Dom Sathanas", i el baixista Necrobutcher va destacar-ne "El seu compromís amb la banda és fins i tot superior al de nosaltres tres junts".
Ordo Ad Chao va rebre bones ressenyes i els crítics especialitzats varen lloar el retorn d'Attila Csihar. Chad Bowar, crític d'About.com va dir "L'àlbum és molt atmosfèric, però també conté riffs interessants que t'atrapen. Les veus d'Attila són dures i demoníaques i el seu retorn ha millorat el so de la banda". Harald Fossberg del diari noruec Aftenposten va esmentar "Les lletres són visions fosques de fragments de l'apocalipsi. La veu d'Attila sona com si Rasputín recités conjurs malvats".
L'àlbum va guanyar el premi Spellemann (conegut popularment com el Grammy noruec) en la categoria de millor àlbum de metall, superant a Dimmu Borgir, Audrey Horne i Red Harvest. Ordo Ad Chao també va ser designat un dels 50 millors àlbums de la dècada per la revista Metal Hammer.
D'ençà el 2007, l'artista egipci Nader Sadek dissenya les màscares que Csihar vesteix en els concerts de Mayhem.

### Sunn O)))

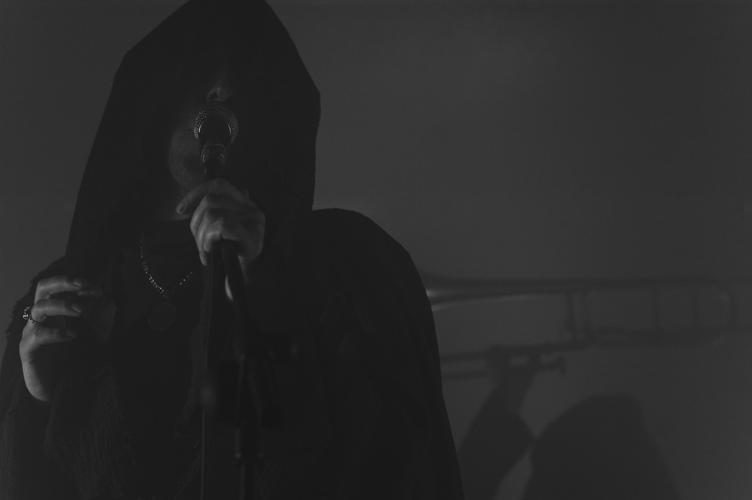
Csihar actuant amb Sunn O))) al festival Sinsal (Vigo, Espanya), el 2010.

El 2003 la banda nord-americana de drone metal Sunn O))), liderada per Stephen O'Malley (a qui Csihar havia conegut el 1995), li va oferir cantar una cançó del seu nou àlbum, anomenat White2. El disc fou publicat l'any següent, i a partir d'aquest moment Csihar va continuar col·laborant-hi, tant a l'estudi com en viu. El 2008 van enregistrar a la catedral de Sant Olaf de Bergen l'àlbum en viu Dømkirke, i l'any següent van publicar l'àlbum Monoliths & Dimensions. El 2015 van publicar un nou disc, Kannon.

### Altres projectes
L'any 1999 va gravar amb Emperor una versió de la cançó «Funeral Fog», inclosa a l'àlbum A Tribute to Mayhem: Originators of the Northern Darkness.
El 2003 Csihar es va unir a la banda noruega de metall extrem Keep of Kalessin, conjuntament amb el percussionista Frost. L'any següent es va publicar l'EP Reclaim, i poc després els dos músics van abandonar el grup perquè estaven massa ocupats amb els seus respectius projectes.
Després de col·laborar amb Sunn O))), Csihar va formar projectes paral·lels amb els seus membres, com Grave Temple, Burial Chamber Trio i Pentemple. El 2008 va crear un projecte en solitari de dark ambient anomenat Void Ov Voices (altrament VoV), que va presentar en directe fent de teloner del grup Ulver durant una gira per Europa. En aquest projecte canta i toca ell tot sol tots els instruments, principalment sintetitzadors, i utilitza tècniques de live-sampling i loops de la seva pròpia veu.
Attila Csihar també ha estat el convidat especial a concerts de bandes com Enslaved (fent un tribut a Euronymous), Shining, Current 93, Dissection o 1349, entre d'altres.
A principis de març i principis d'abril de 2010, Csihar va fer una triple actuació en el Inferno Metal Festival: va col·laborar amb Jarboe, va actuar amb Mayhem i va presentar en viu a Noruega el projecte Void Ov Voices.
D'ençà el 2016 és el vocalista del supergrup internacional Sinsaenum.

## Estil

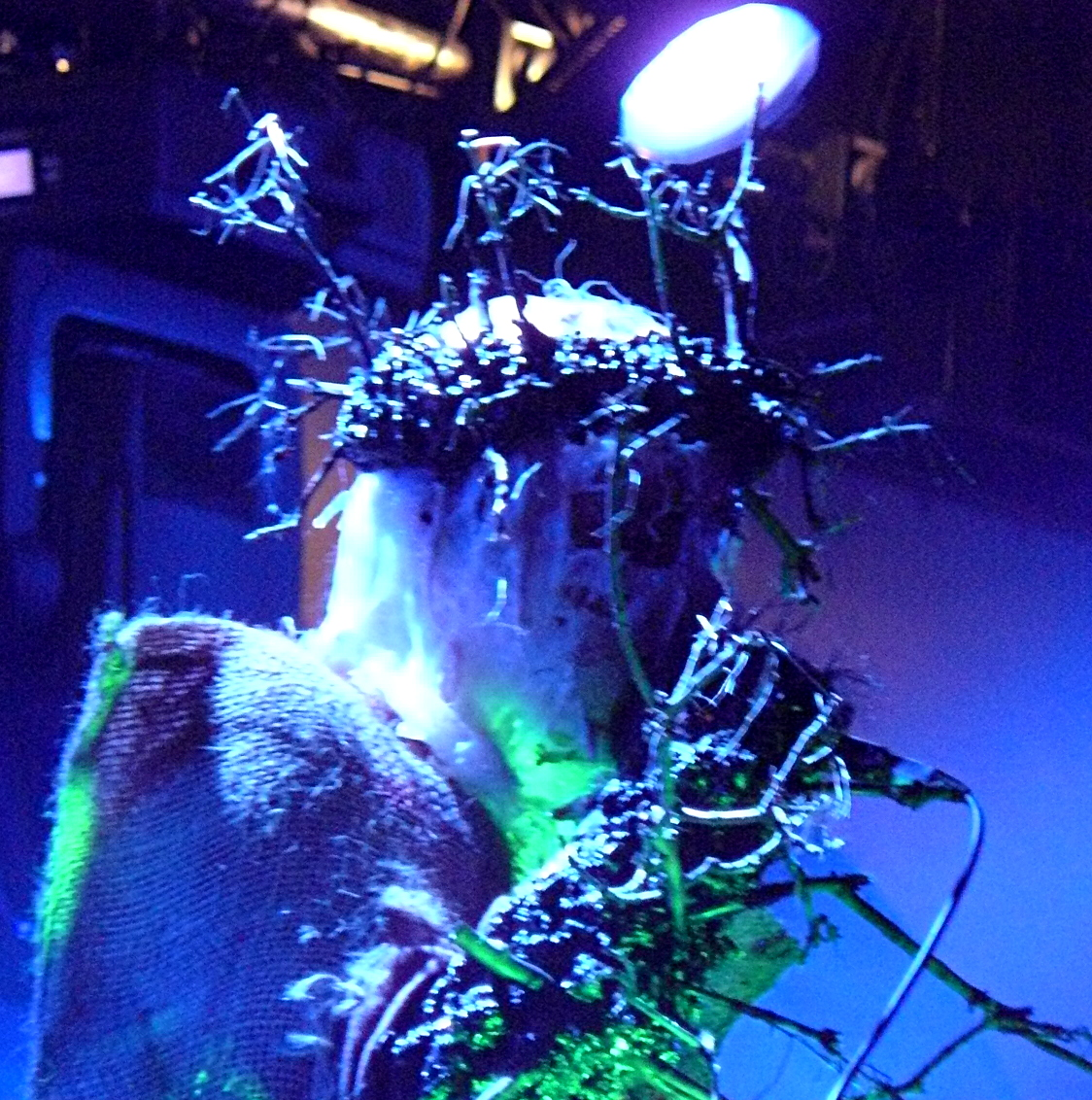
Csihar actuant amb Sunn O))) al festival All Tomorrow's Parties a Minenead (Regne Unit), el 2007.

L'autor Ian Christe ha qualificat el seu estil vocal d'operístic. En aquest sentit, a principis dels anys 90 i abans d'incorporar-se a Mayhem, Csihar va assistir durant 6 mesos a classes de cant operístic. Uns 10 anys més tard, mentre participava a l'òpera rock Jesus Christ Superstar fent de Caiphas, el sacerdot que sacrifica Jesús, va conèixer una mestra amb qui va estudiar 2 anys més de cant.

La motivació artística principal de Csihar és l'experimentació. El 2007, durant una instal·lació artística que va propiciar l'EP Oracle de Sunn O))), va cantar tancat dins d'un taüt. Segons les seves paraules:
Anglès: "I stopped limiting myself both creatively and as a listener, I think. These days I just divide between music that connects with me and music that doesn't, which leaves it quite open for what influences me and what I can do with my music and what I listen to."
Català: "Vaig deixar de limitar-me com a creador i com a oient, penso. Avui dia només distingeixo entre música que connecta amb mi i música que no, cosa que dona molt de marge a allò que m'influeix i allò que puc fer amb la meva música i el que escolto."
Les lletres que escriu Csihar són un reflex dels seus interessos, que inclouen les civilitzacions antigues i l'esoterisme. El primer àlbum de Mayhem del què Csihar va escriure les lletres fou Ordo Ad Chao, i aquestes tracten temes filosòfics com la teoria del caos, els fenòmens OVNI i fins i tot el cas Roswell. L'àlbum de Tormentor Recipe Ferrum! conté també lletres escrites per Csihar, i tracten temes com el folklore hongarès, les titelles Kásperle i la pel·lícula Fehérlófia. L'àlbum de Sunn O))) Monoliths & Dimensions conté la cançó «Big Church (Megszentségteleníthetetlenségeskedéseitekért)». Aquest títol va ser triat específicament per Csihar perquè és una de les paraules més llargues de la llengua hongaresa, de difícil traducció a l'anglès.
Durant les seves actuacions, Csihar acostuma a anar disfressat. En alguns concerts ha portat una mena de sac amb branques al cap, per tal d'assemblar-se a un arbre, ja que la naturalesa el fascina i és vegetarià.

## Bandes
| - Tormentor (1987-1990, 1999 - actualitat) - Plasma Pool (1990-2004) - Mayhem (1993, 2004 - actualitat) - Aborym (1999-2005) - Korog (2001-2003) - Keep of Kalessin (2003-2004) - Grave Temple (2006 - actualitat) - Burial Chamber Trio (2006 - actualitat) - Pentemple (2007 - actualitat) - Void Ov Voices (2008 - actualitat) - Sinsaenum (2016 - actualitat) | - Emperor (1999) - Limbonic Art (2002) - Anaal Nathrakh (2003 i 2006) - Finnugor (2003-2004) - Sunn O))) (2004 - actualitat) - 1349 (2004) - Sear Bliss (2004) - Dissection (2004) - Current 93 (2007) - Professor Fate (2007) - Shining (2007) - Astarte (2007) - Skitliv (2008 i 2009) - Enslaved (2009) |  |

## Discografia
| Tormentor - 1987: The Seventh Day Of Doom (demo) - 1988: Anno Domini - 2001: Recipe Ferrum! 777 Mayhem - 1994: De Mysteriis Dom Sathanas - 1999: Mediolanum Capta Est (en viu) - 2007: Ordo Ad Chao - 2009: Life Eternal (EP) - 2014: Esoteric Warfare Sunn O))) - 2004: White2 - 2007: Oracle (EP) - 2008: Dømkirke (en viu) - 2009: Monoliths & Dimensions - 2011: Agharti Live 09-10 (en viu) - 2015: Kannon Grave Temple - 2007: The Holy Down - 2008: Ambient / Ruin (demo) - 2009: Le Vampire de Paris (en viu) Plasma Pool - 1997: Drowning - II (en viu) - 1997: Promo'98 (demo) Aborym - 1999: Kali Yuga Bizarre - 2001: Fire Walk With Us - 2004: With No Human Intervention - 2006: Generator | Finnugor - 2003: Death Before Dawn - 2004: Darkness Needs Us Burial Chamber Trio - 2007: Burial Chamber Trio - 2007: WVRM (en viu) Anaal Nathrakh - 2003: When Fire Rains Down from the Sky, Mankind Will Reap as It Has Sown (EP) - 2006: Eschaton Skitliv - 2008: Amfetamin (EP) - 2009: Skandinavisk Misantropi Sinsaenum - 2016: A Taste of Sin (EP) - 2016: Sinsaenum (EP) - 2016: Echoes of the tortures - 2017: Ashes (EP) - 2018: Repulsion for Humanity Altres treballs - 2002: The Ultimate Death Worship - Limbonic Art - 2003: Reclaim (EP) - Keep of Kalessin - 2003: The Beast of Attila Csihar - 2003: Death Before Dawn - Finnugor - 2004: Korog - Korog - 2004: Chtonian Lifecode - Chton - 2004: Glory and Perdition - Sear Bliss - 2007: Demonized - Astarte - 2007: La Nuit - YcosaHateRon - 2008: O))) Presents... - Pentemple - 2008: 6 °Fskyquake - Stephen O'Malley & Attila Csihar - 2008: Mahakali - Jarboe - 2010: ANTIhuman - Death of Desire - 2011: Wars of the Roses - Ulver - 2011: Noregs Vaapen - Taake |

## Videografia
- 2003: «With No Human Intervention» - Aborym
- 2003: «Cosmic Nest Of Decay» - Finnugor
- 2008: «Anti» - Mayhem[53]